# Список дипломатических миссий Бутана

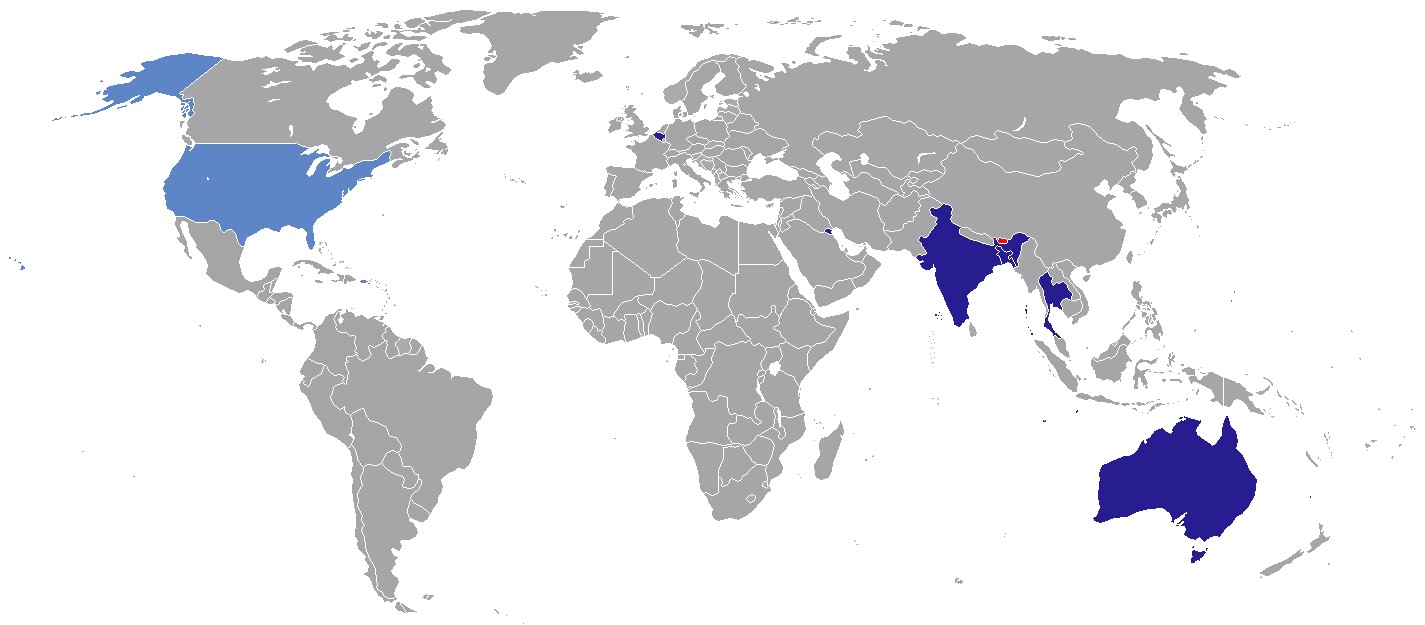
Дипломатические миссии Бутана

Это список дипломатических миссий Бутана. Из-за отсутствия выхода к морю и изоляционизма Королевство Бутан имеет очень ограниченное количество дипломатических представительств за рубежом: 5 посольств,  2 постоянных представительства при Организации Объединенных Наций, 13 почётных консулов. 

## Европа
- Австрия
  - Вена (почётный консул Mrs. Marie-Christine Weinberger, общество дружбы)
- Бельгия
  - Брюссель (посольство)
- Великобритания
  - Лондон (почётный консул, общество дружбы)
- Германия
  - Битигхайм-Биссинген, земля Баден-Вюртемберг (почётный консул Dr. Wolfgang Pfeiffer)
  - Фульда, земля Гессен (общество дружбы)
- Греция
  - Афины (общество дружбы)
- Дания
  - Хеллеруп[дат.], Гентофте, Ховедстаден (общество дружбы)
- Испания
  - Мадрид (почётный консул Mr. Ian Patrick Triay Guerrero)
  - Барселона (общество дружбы)
- Италия
  - Мантуя (общество дружбы)
- Нидерланды
  - Гаага (почётный консул Mr. Cornelis Klein, общество дружбы)
- Финляндия
  - Хямеэнлинна (общество дружбы)
- Франция
  - Париж (общество дружбы)
- Швейцария
  - Цюрих (общество дружбы)
- Швеция
  - Арвидсъяур (общество дружбы)

## Азия
- Бангладеш
  - Дакка (посольство)
- Индия

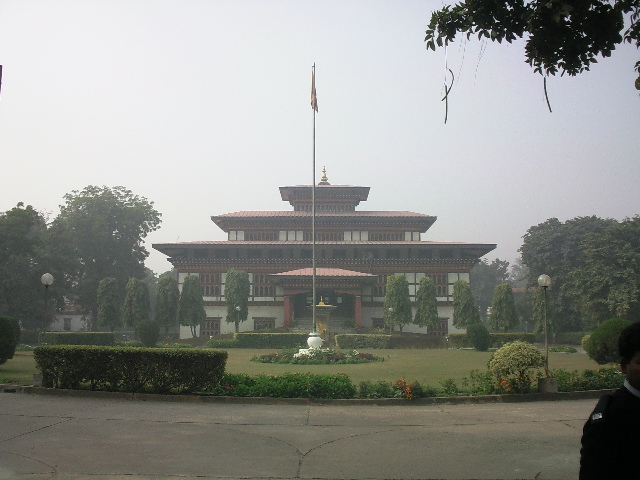
Посольство Бутана в Нью-Дели

  - Нью-Дели (посольство, общество дружбы)
- Республика Корея
  - Сеул (почётный консул Mr. Han Young Kim)
- Кувейт
  - Кувейт (посольство)
- Таиланд
  - Бангкок (посольство)
- Шри-Ланка
  - Коломбо (почётный консул Mr. Abbas Esufally)
- Япония
  - Иокогама (общество дружбы)
  - Кагосима (почётный консул Dr. Ryoichi Nagata)
  - Кобе (общество дружбы)
  - Осака (почётный консул Mr. Takashi Tsuji)
  - Саппоро (общество дружбы)
  - Токио (почётный консул Ms. Hitomi Tokuda)

## Америка
- Канада
  - Торонто (почётный консул Mr. David Graham Blyth)
- США
  - Вашингтон (округ Колумбия) (почётный консул Mr. James Kolbe)

## Австралия и Океания
- Австралия
  - Брисбен (почётный консул Ms. Lenore Guthrie Wille)
  - Birchgrove[англ.], пригород Сиднея (почётный консул Ms. Catherine Harris PSM)
  - Wodonga[англ.], штат Виктория (общество дружбы)

## Международные организации

### Организация Объединённых Наций

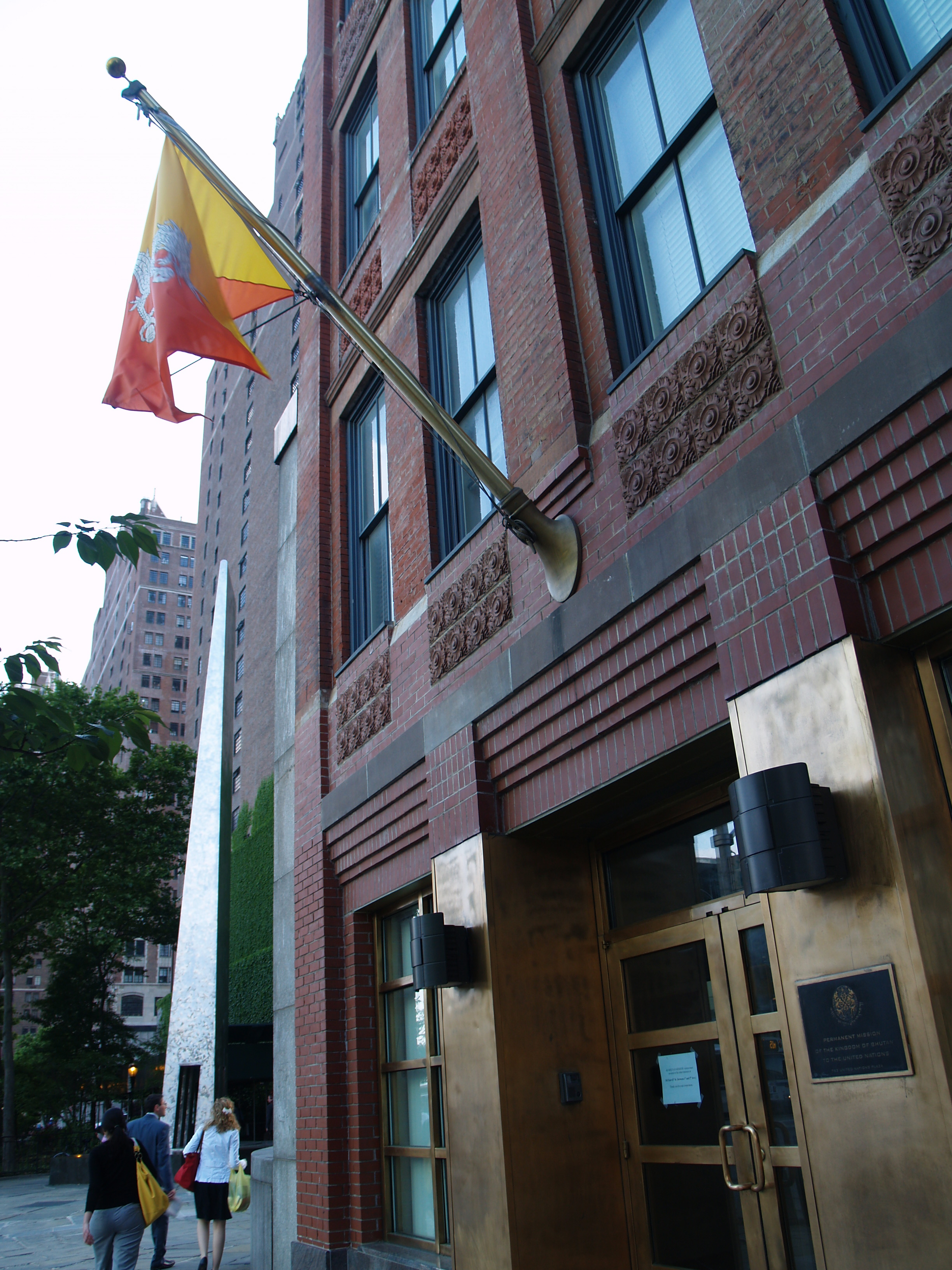
Постоянное представительство Бутана в Организации объединённых наций в Нью-Йорке

- Женева (Постоянное представительство при Организации Объединенных Наций)

Постоянный представитель Королевства Бутан в Организации Объединённых Наций:
- Палджор Дорджи (1991—1994).
- Джигме Йосер Тинлей (1994-?).

- Нью-Йорк (Постоянное представительство при Организации Объединенных Наций)

Постоянный представитель Королевства Бутан в Организации Объединённых Наций:
- Дау Пенджо (2003-?).
- Лхату Вангчук (2009—2014).
- Кунзанг Чоден Намгьел (2014—2017).
- Дома Церинг (с 2017).

### Ассоциация регионального сотрудничества Южной Азии
Генеральный секретарь Ассоциации регионального сотрудничества Южной Азии с 1 марта 2005 по 29 февраля 2008 года - бутанский дипломат Льонпо Ченкьяб Дорджи.